# Corneille (artiste)
Pour les articles homonymes, voir Corneille.
 (juillet 2022).
Si vous disposez d'ouvrages ou d'articles de référence ou si vous connaissez des sites web de qualité traitant du thème abordé ici, merci de compléter l'article en donnant les références utiles à sa vérifiabilité et en les liant à la section « Notes et références ».

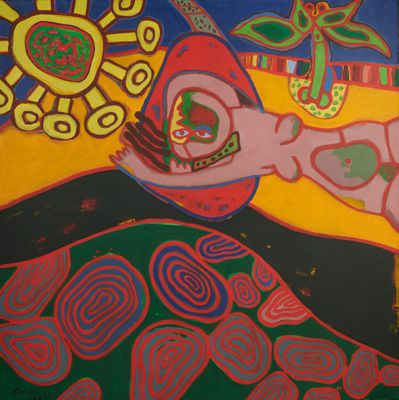
Guillaume Corneille, Le bleu du ciel. Hommage à G. Bataille, 1971, acrylique sur toile

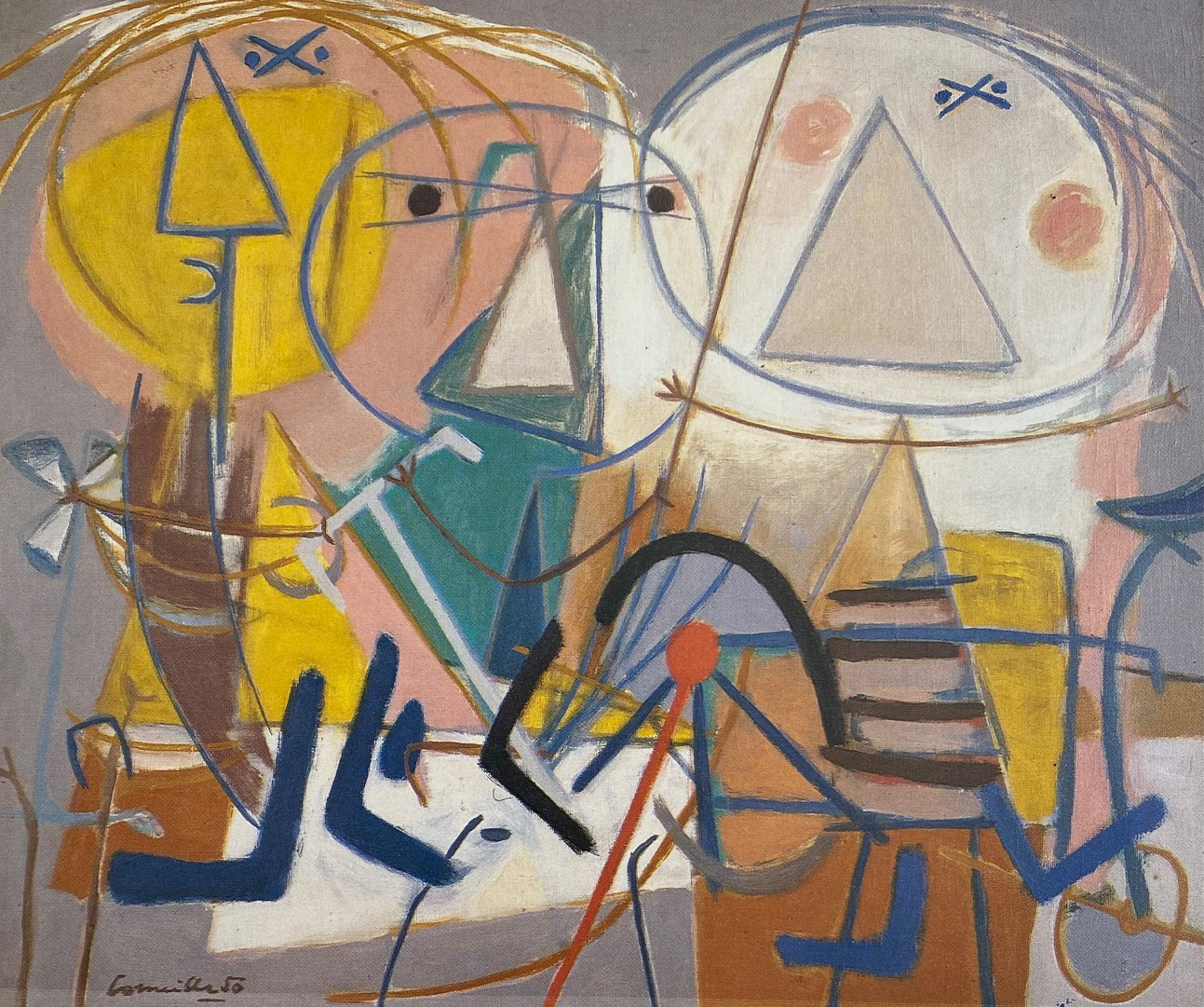
Guillaume Corneille, Orchestre Be-Bop, Hommage à Charlie Parker, 1950, huile sur toile

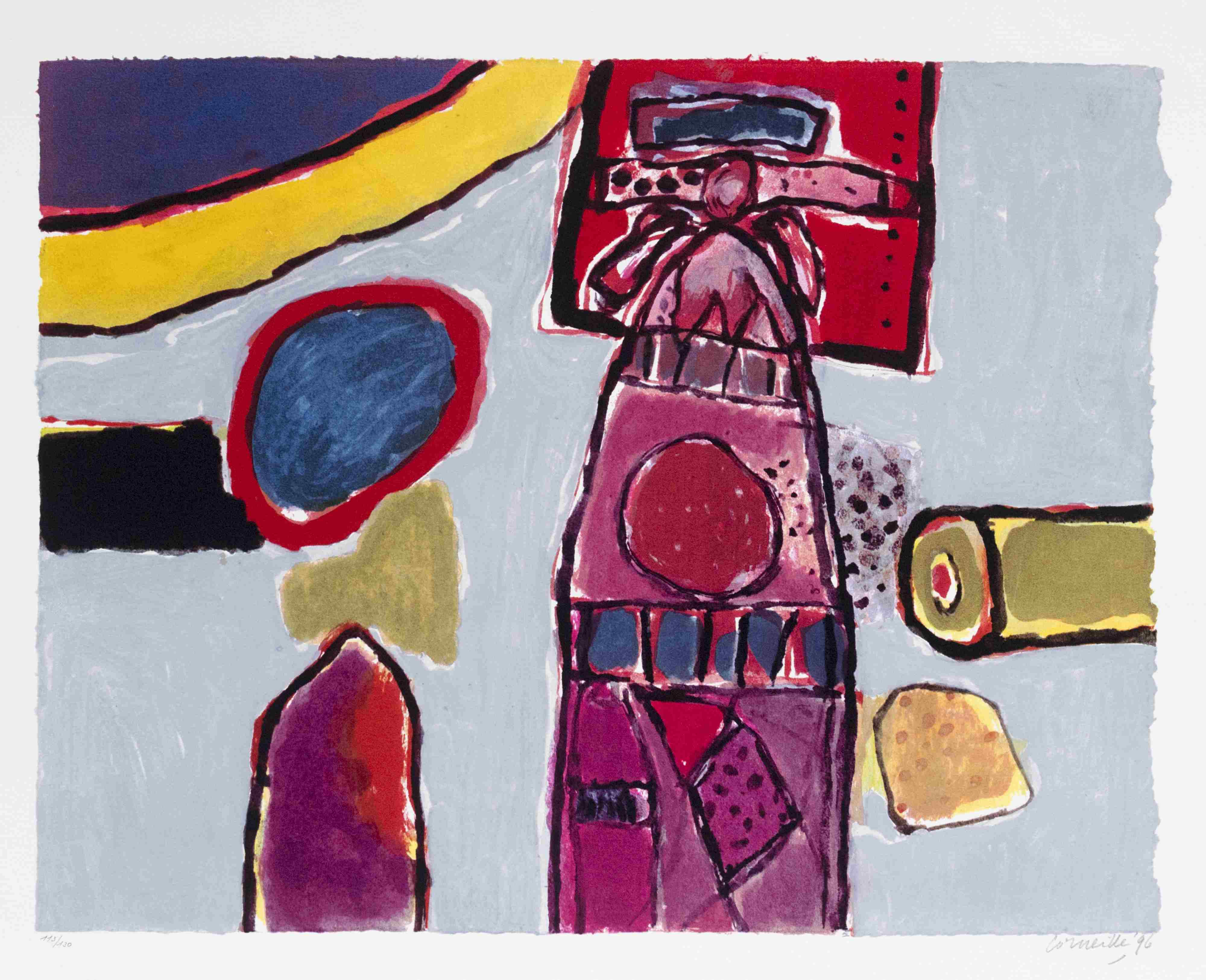
Guillaume Corneille, Totem, 1996, édition lithographique

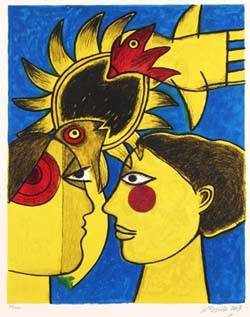
Guillaume Corneille, Idylle, Sarabande et l'oiseau, 2003, lithographie

Corneille, pseudonyme de Guillaume Cornelis van Beverloo, né le 4 juillet 1922 à Liège (Belgique), de parents néerlandais, et mort à L'Isle-Adam (Val-d'Oise) le 5 septembre 2010, est un peintre, graveur, sculpteur et céramiste néerlandais. Il est inhumé selon son vœu à côté de Vincent van Gogh dans le cimetière d'Auvers-sur-Oise,.

## Biographie
Après avoir suivi les cours de l’École des Beaux-Arts d’Amsterdam, Corneille commence à exposer en 1946, puis découvre le surréalisme. Cofondateur en 1948 avec Karel Appel, Eugène Brands, Constant Nieuwenhuis, Anton Rooskens et Theo Wolvecamp, du mouvement Experimentele Groep in Holland qui publie la revue Reflex, anticipant sur la revue Cobra (revue) qui allait paraître l'année suivante au Danemark, en Belgique, puis aux Pays-Bas.
Il est l’un des initiateurs de Cobra avec Karel Appel, Constant Nieuwenhuis, Asger Jorn et Dotremont. À ce groupe se joignent bientôt des poètes, des peintres et des écrivains dont Jacques Doucet, Pierre Alechinsky, Henry Heerup, Reinhoud, Else Alfelt, Carl-Henning Pedersen, Egill Jacobsen, C.O. Hultén, Anders Osterlind, Max Walter Svanberg.
En 1949, Corneille entreprend son premier voyage en Afrique du Nord où il découvre le monde arabe et berbère. Il participe à une première exposition collective à Paris avec Karel Appel et Constant à la Galerie Colette Allendy et à une manifestation Cobra au Stedelijk Museum d’Amsterdam.
En 1953, il s’initie à la gravure à l'eau-forte dans l’Atelier 17 de Stanley William Hayter à Paris[réf. nécessaire].
Après avoir évolué vers l’abstraction (paysagisme abstrait) après la dislocation du groupe Cobra en 1951, Corneille revient à la figuration au début des années 1960. Impressionné par la luxuriance de la nature dans certains pays visités (Afrique, Amérique du Sud, Mexique…), il retrouve le vocabulaire expressionniste et passionné de la période Cobra. Dans ses œuvres ultérieures, empreintes de lyrisme, la femme (qui représenterait la terre dans le langage de l’artiste), l’oiseau (l’élément masculin et l’artiste lui-même), le soleil et le serpent (symboles du sexe féminin et masculin) ainsi que le chat sont omniprésents.
Ses premières céramiques datent de 1954 et ses premières sculptures en bois polychrome de 1992. La même année, il fait un séjour en Afrique pour le tournage d’un film, réalisé par Jos Wassink, qui sera diffusé à l’occasion de l’exposition conçue par Ronald A.R. Kerkhoven : Corneille, le visage Africain, au Museuon (La Haye).
A Paris, il expose en 1964 à la galerie Mathias Fels, rassemblant autour du marchand d'art des peintres de la Figuration narrative comme Hervé Télémaque.
Plusieurs albums photographiques consacrés à ses voyages en Afrique et à sa collection d’art africain sont publiés en 1977. Il établit ses premiers contacts avec le monde asiatique (Chine, Japon, Indonésie). De 1982 à 1992, il participe à de nombreuses expositions et développe son œuvre graphique entreprise dès 1948. Plusieurs monographies lui sont consacrées.
En 1999, lithographe, il découvre l'aquagravure, et travaille avec les Éditions l'Estampe et leurs ateliers. L'aquagravure est une technique récente entre la sculpture et la lithographie. Ce relief convient bien au trait marqué et aux couleurs vives de Corneille.
En 2001, l'éditeur L'Estampe consacre à Corneille une grande exposition rétrospective, Corneille, 50 ans d'estampes, traitant des années Cobra aux années 2000. Un livre du même nom est édité à cette occasion par L'Estampe.
Un hommage lui est rendu en 2008 à Auvers-sur-Oise où quatre lieux exposent ses œuvres : l'église, le château, le musée Daubigny et la galerie d'art contemporain.
Corneille est inhumé, le 9 septembre 2010, au cimetière d'Auvers-sur-Oise, près de la tombe de Vincent van Gogh.

## Postérité et rétrospectives
Une rétrospective est organisée à Pont-Aven en 2020 : « Corneille, un Cobra dans le sillage de Gauguin ».[réf. souhaitée]
Le Cobra Museum à Amstelveen (Amsterdam) a célébré les 100 ans du peintre du 4 Juillet 2022 au 15 Janvier 2023[réf. souhaitée].
Le 23 octobre 2023, à l'occasion des 75 ans de Cobra, la poste belge a émis une série de timbres-poste en l'honneur du mouvement. La lettre C du nom Cobra est illustrée par l'œuvre de Corneille Ciel tropical de 1971.[réf. nécessaire]
Les bijoux d'artiste de Guillaume Corneille sont régulièrement exposés, comme dans l'exposition « Ornamentum, Collection Diane Venet » à la Fondation Boghossian à Bruxelles, en 2023[réf. souhaitée].
Durant le printemps et l'été 2023, le Musée d'Art de Fort Lauderdale (en Floride) a célébré les 75 ans du groupe Cobra par l'exposition « The Eye of Cobra ». Quelques oeuvres de l'une des plus importantes collections américaines de Guillaume Corneille y ont été montrées (Golda & Meyer Marks Collection)[réf. souhaitée].
La Fondation Guillaume Corneille, basée à Bruxelles, fait aujourd'hui un catalogage et une numérisation de l'ensemble de ses œuvres.[réf. nécessaire]
En 2024, le Centre de la Gravure et de l'image imprimée a présenté une retrospective de l'oeuvre graphique de Guillaume Corneille à travers l'exposition Corneille au fil de la joie.[réf. souhaitée]
En 2025, Guillaume Corneille est visible dans l'exposition « Dubuffet et les Magiciens – Expressions singulières 1945 - 2000 » au Musée du Niel à Hyères en collaboration avec la Fondation Dubuffet et la Fondation Guillaume Corneille[réf. nécessaire].

## Collections publiques
Le Cobra Museum voor Moderne Kunst est un musée d'art contemporain situé à Amstelveen (Pays-Bas), qui regroupe les œuvres majeures des artistes du mouvement Cobra, dont celles de Corneille.
Quelques autres institutions conservant des œuvres de Corneille :
- Belgique
  - Bruxelles, Musées royaux des Beaux-Arts
  - Gand, Musée municipal d'art actuel (SMAK)
  - Liège, La Boverie
  - Charleroi, Musée des Beaux-Arts
  - La Louvière, Centre de la Gravure et de l'Image imprimée
  - Arlon, Musée Gaspar, Collection de l'Institut Archéologique du Luxembourg : lithographies[10].
- Danemark
  - Humlebæk, Musée d'Art moderne Louisiana
- Cuba
  - Havana, Museo Nacional de Bellas Artes de Cuba
- États-Unis
  - New York
    - Brooklyn Museum
    - Museum of Modern Art (MoMA)
    - Solomon R. Guggenheim

  - Boston, Musée des Beaux-Arts
  - Indianapolis, Musée d'Art d'Indianapolis
  - Wichita, Wichita Art Museum
  - Fort Lauderdale, Musée d'Art de Fort Lauderdale
  - San Francisco, Musées des Beaux-Arts
  - Pittsburgh, Carnegie Museum of Art
  - Minneapolis, Walker Art Center
  - Houston, Musée des Beaux-Arts de Houston
- France
  - Paris
    - Centre national d'art et de culture Georges-Pompidou
    - Musée d'Art moderne
    - Fonds national d'art contemporain

  - Antibes, Musée Picasso[11]
  - Dunkerque, Lieu d'art et action contemporaine de Dunkerque (LAAC)
  - Hyères, Musée du Niel
  - Troyes, Musée d'Art moderne
- Italie
  - Lovere, Accademia Tadini (it)[12]
- Monaco, Nouveau Musée national
- Norvège
  - Oslo, Musée national
- Pays-Bas
  - Amsterdam, Stedelijk Museum
  - La Haye, Kunst Museum den Haag[13]
  - Rotterdam, Museum Boijmans Van Beuningen
  - Schiedam, Stedelijk Museum

## Prix
- 1955, Obtient une mention au prix Carnegie Institute à Pittsburg.
- 1956, prix Solomon Guggenheim[14]
- 1962, Olanda, XXI Biennale Venezia, Pavillon hollandais
- 1972, prix Ibiza Art Graphic[15].

#### Monographies
- Collectif Cobra : singulier pluriel, Cobra : singulier pluriel, les œuvres collectives 1948 - 1995, Paris, La Renaissance du Livre, coll. « References », 1998, 83 p. (ISBN 978-2-8046-0255-0, lire en ligne).Introduction de Pierre Descargues.
- Collectif Jean-Michel Place, Cobra 1948-1951, Paris, Jean-Michel Place, coll. « réimpressions des revues d'avant-garde », 8 novembre 1980, 335 p. (ISBN 978-2-85893-043-2).
- Corneille, 50 ans d’Estampes, Edition l’Estampe, 2002.
- Marjet Den Bieman, Corneille, een vroege vogel. Zijn onbekende werken 1943-1948, Galerie Elisabeth den Bieman de Hass, Amsterdam, 1997.
- P. Donkersloot-Van den Berghe, Corneille L’œuvre gravée 1948-1975, Amsterdam : Meulenhoff, 1992.
- Leo Duppen, Corneille, 20 rue Santeuil, Studio Koster, Amsterdam, 2003
- (en) Karen Kurczynski, The Art and Politics of Asger Jorn : The Avant-Garde Won't Give Up, Paris, Routledge, 2014, 292 p. (ISBN 978-1-4094-3197-8, lire en ligne).
- Jean-Clarence Lambert, Cobra, un art libre, Paris, Chêne/Hachette, 1983, 262 p. (ISBN 978-2-85108-306-7).
- Jean-Clarence Lambert, Idylles dessins de Corneille, Edition Galilée, 1985.
- André Laude, Corneille Le roi-image, Editions S.M.I Paris, 1973.
- Willemijn Leonore Stokvis, Cobra : mouvement artistique international de la seconde après-guerre mondiale, Paris, Éditions Albin Michel, coll. « Les grands maîtres de l'art contemporain », 1988, 128 p. (ISBN 978-2-221-05412-3).
- Pierre Restany, Corneille, Editions Cercle d’Art, 2003.
- Journal de la Tour, Corneille, Edition Galilée, 1981.
- Guillaume Corneille, Paroles d'artiste, Editions Fage, 2024

#### Catalogues d'exposition
- Olanda, XXI Biennale Venezia, 1962.
- (it) Corneille/New York room 422, Cegna Editori, 1977.
- Femmes et oiseaux, Editions GKM Siwert Bergström Malmö, 1980.
- Marcel Paquet, Corneille, Francis Delille Editeurs, 1988.
- Marcel Paquet, Corneille peintures gouaches, L’autre musée/la différence, 1989.
- Jean-Clarence Lambert, Corneille L’œil de l’été, Edition Galilée, 1989.
- Michel Ragon, Corneille toujours en route, Editions GKM Siwert Bergström, Malmö, 1991.
- (nl) Jean-Clarence Lambert, Corneille : Het oog van de zomer, Jaski Art Gallery, 1992.
- (nl) Het afrikaanse gezicht van Corneille, Uitgeverij Uniepers, 1992.
- (it) Corneille, Galleria San carlo S.r.l, 1995.
- (it) Giovanni Di Summa, Corneille, 1996.
- (nl) Corneille’s weergaloze werkelijkheid, Cobra Museum voor Moderne Kunst Amstelveen, 1997.
- Corneille un oiseau précoce - ses œuvres inconnues 1943-1948, Galerie Elisabeth den Bieman de Haas, 1997.
- (en) Corneille and his collection of African Art – Beaties, Beasts and Birds, Ed. Uniepers Abcoude en collaboration avec Jasky Art Gallery, 1998.
- (es) Corneille - Retrospectiva 1948-2001, Diputacion de Zaragoza, 2001.
- (es) Corneille en la Ceramica - Treigny (1998-2000), Diputacion de Zaragoza, 2001.
- Corneille, Polychrome Ides et Calalendes, 2002.
- (nl) Corneille - Het Hongaarse Avontuur 1947, Galerie Elisabeth den Bieman de Haas, 2002.
- (nl) Corneille’s weergaloze werkelijkheid, Uitgeverij Uniepers, 2002.
- (en) Corneille Drawings-Prints in progress-Prints, The Museum of Israeli Art, 2003.
- (en) Corneille : Land in litho’s, Editions Uniepers, 2004.
- (en) Corneille : Some of these days, Cobra Museum voor Moderne Kunst Amstelveen, 2007.
- Corneille, 30 variations sur des lieux imaginaires, Elysées Arts Gallery, 2010.
- Corneille au fil de la joie, Centre de la gravure et de l’image imprimée, 2024.

#### Autres
- Berceuses, éd. Albin Michel CIRM/Paris Musées collection livre/laser illustrations de Corneille et berceuses de différents compositeurs contemporain, 1991,  (ISBN 222605470-7).